# آمنه بهرامی
آمنه بهرامی نوا (زاده ۷ مهر ۱۳۵۶ در تهران) قربانی اسیدپاشی در ۱۲ آبان ۱۳۸۳ است.
آمنه دارای کاردانی رشتهٔ الکترونیک در دانشگاه آزاد، دانشگاه آزاد اسلامی واحد اسلام‌شهر است که پس از فارغ‌التحصیل شدن در رشته الکترونیک مشغول به کار در شرکت‌های مختلف مهندسی پزشکی شد.
او در سال ۱۳۸۳ مورد حمله اسیدپاشی فردی به نام مجید موحدی از همکلاسان سابق خود در دانشگاه قرار گرفت و این ماجرا منجر به نابینایی وی و از پی آن دادگاه‌های متعدد شد و در دادگاه نهایی با حضور سه قاضی ویژه قتل و جنایت به نام‌های عزیز محمدی و توحیدی و بومی و شایسته، نماینده آیت‌الله شاهرودی، رئیس قوه قضائیه، حکم قصاص همراه با ضمانت اجرای آن در بیمارستان دادگستری صادر شد که بازتاب گسترده‌ای در رسانه‌های ایرانی داخل و خارج از کشور داشت.

## پاسخ رد به خواستگاری
در طی تماس‌های مکرر تلفنی و در نهایت در اسفند ۱۳۸۲ آمنه از طریق یکی از همان تماس‌های تلفنی مادر مجید موحدی متوجه می‌شود که مجید موحدی، یکی از هم‌دانشگاهی‌های سابق وی، به او علاقه‌مند است و مادرش برای خواستگاری تماس گرفته‌است.
آمنه پس از پرس و جو در دانشگاه متوجه می‌شود که وی کیست و در ضمن می‌فهمد که او۴ سال از خودش کوچک‌تر می‌باشد و هیچ وجه مشترکی با هم ندارند. اما آمنه با کمال احترام به مادر وی پاسخ می‌دهد که می‌توانند به منزل وی بروند اما پاسخ وی به دلیل تفاوت فرهنگی منفی می‌باشد. از آن لحظه به بعد مزاحمت‌های تلفنی شروع می‌شود و مدت‌ها مجید با التماس و تهدید از وی درخواست ازدواج می‌کند. حتی مادر مجید تلفنی بازهم با آمنه صحبت می‌نماید و تأکید می‌کند که پسر وی یک مرد است و هرچه را بخواهد به دست می‌آورد. اما هم‌چنان پاسخ آمنه منفی است.

## قربانی اسیدپاشی
پس از یک سلسله مزاحمت‌های تلفنی بالاخره در ۱۲ آبان ۱۳۸۳ آمنه، در پارک روبروی بیمارستان رسالت، واقع در زیر پل سیدخندان در راه بازگشت به منزل از محل کار به یک‌باره مورد حملهٔ مجید موحدی قرار می‌گیرد. مجید پس از ۶ ساعت انتظار ۱۰ صبح تا ۴ و نیم عصر در مسیر همیشگی رفت‌وآمد به محل کار آمنه به کمین نشستن، آمنه را در حالی یافت که عازم رفتن به خانه از محل کار بود تعقیب می‌نماید و این در حالی است که آمنه اصلاً متوجه وی نمی‌باشد و مجید که در پشت سر وی راه می‌رفته سعی می‌کند از آمنه جلو بزند و آمنه با این تصور که یک رهگذر مزاحم است به وی راه می‌دهد که عبور نماید و ناگهان مجید را در برابر خود می‌یابد و مجید در یک لحظه محتوی پارچ قرمز پر از اسید سولفوریک را به روی صورت آمنه ریخته و پا به فرار می‌گذارد. آمنه تصور می‌نماید پارچ حاوی آب جوش می‌باشد پس از چند ثانیه دچار درد و سوزش زیادی می‌شود و پس از داد و فریاد زیاد، با کمک مردم به بیمارستان رسالت منتقل می‌شود. پس از حدود ۲ روز جستجوی پلیس آگاهی تهران، مجید خودش را به پلیس معرفی می‌کند و به اسیدپاشی اعتراف کرده و روانهٔ بازداشت‌گاه می‌شود.

## تلاش برای مداوا

### مداوا در ایران
در بیمارستان مطهری صورت آمنه شست‌وشو می‌شود اما دست‌های وی و چشمش ناشسته باقی می‌ماند به دلیل عدم توانایی در بازکردن چشمان وی، و ابراز اینکه چشمانش می‌سوزد اما مسئولین اوژانس وقت پاسخ می‌دهند بخارهای اسید می‌باشد و خطری وجود ندارد خواهر وی به درخواست آمنه چندین بار به مسئول مربوطه مراجعه می‌نماید و درخواست می‌نماید که چشمان وی را شستشو دهند ولی ترتیب اثری داه نمی‌شود ولی می‌گویند که باید به بیمارستان سوانح و سوختگی بیمارستان مطهری انتقال یابد البته با شرط پرداخت هزینه آمبولانس توسط خانواده آمنه. آمنه در ترافیک ساعت ۶ عصر یعنی بدترین زمان در ترافیک شهری تهران به بیمارستان مطهری در خیابان ولی عصر منتقل شد در این بیمارستان مسئولی بعد از دیدن آمنه با خونسردی تمام در حالی که در حال جویدن غذا بود با افسوس گفت در حال افطار می‌باشد و رو به خواهر آمنه گفت می‌توانی او را به حمام ببری و ۲۰ دقیقه الی نیم ساعت آب ولرم روی جاهای سوخته بگیر و در آنجا آمنه دستانش را نشان می‌دهد که سوخته بود و تصور می‌شد که فقط بخش کوچکی از صورتش سوخته‌است اما خواهر آمنه می‌ترسد اگر چشمش را باز نماید و شستشو دهد صدمه جبران‌ناپذیری به وی بزند و در این زمان پدر و مادر آمنه هم سر می‌رسند. تمام لباس‌های آمنه و خواهرش خیس می‌شوداما هیچ پتو و ملافه‌ای موجود نبود با اصرار خواهر آمنه که می‌بیند آمنه در حال لرزیدن در سرمای پاییزی است همان مسئول مربوطه که افطارش را تمام کرده بود شیرین را راهنمایی می‌کند که می‌تواند از اتاق بیماران دیگر ملافه و پتو بیاورد و شیرین از اتاق بیماران دیگر پتو و ملافه‌ای بسیار کثیف را بی اجازه برمی‌دارد و برای پوشاندن آمنه به مادرش می‌دهد و مسئول مربوطه آمنه را معاینه سطحی می‌نماید و می‌گوید چشم صدمه دیده و باید به بیمارستان لبافی بروند باز هم با شرط پرداخت توسط خانواده مصدوم و سپس بعد از چهار ساعت آمنه به بیمارستان لبّافی‌نژاد منتقل می‌شود. در آنجا پزشکان بعد از شستشوی چشم متوجه می‌شوند که آمنه چشم چپ را از دست داده اما این را از خانواده آمنه تا دو روز پنهان می‌دارند و در پاسخ سوالات مکرر خانواده آمنه پاسخ می‌دهند به آمریکا ایمیل زده‌اند و منتظر پاسخ هستند و این یعنی یعنی هفت روز تمام بدون انجام هیچ عمل و اقدام جدی و بعد از یک هفته با پرده آمنیون رحمی که خاصیت ترمیمی دارد چشم راست و سپس دو روز بعد چشم چپ را جراحی می‌نمایند در حالی که شش الی چهار ساعت پشت در اتاق جراحی منتظر می‌ماند. در همین هنگام دو پزشک از درمانگاه حکیمیه تهرانپارس به درخواست زهرا عرب مصدومی که توسط شوهر سابقش مورد حمله اسیدپاشی قرار گرفته بود و تمام صورت و از بالا تا پایین بدنش سوخته بود وبر اثر عفونت خطرناک سدومونا در روی گردن رنج می‌برد و به بخش قرنطینه بیمارستان منتقل شده بود به جستجوی آمنه آمده بودند و محل بستری آمنه را از طریق روزنامه شرق پیدا کرده بودند و این در حالی بود که پنج روز از حادثه گذشته بود و درمان باید سریع تر صورت می‌گرفت و آمنه تا این روز دو بار برای درمان و تعویض پانسمان به بیمارستان مطهری رفته و درد بسیاری را تحمل کرده بود زیرا درمان به این شکل بود که پوست خشک شده همراه پانسمان بارها و بارها برداشته شود تا بخش سوخته از پوست بدن جدا گردد. دکترها شیوه درمانی و اطلاعات خود را با خواهر آمنه که شب را نزد آمنه مانده بود در میان گذاشتند پزشک سازنده دارو بعد از دیدن آمنه از دور گفت که طاقت دیدن آمنه را ندارد و صورت آمنه در حال حاضر ماسکه شده و به زودی دفرمه می‌شود زیرا سوختگی درجه سه و چهار است و در پرونده بیمارستان مطهری ده درصد سوختگی ثبت گردیده‌است و این را مسئول مربوطه بی مسئولیت گفته بود که این صورت بدون تردید دفرمه خواهد شد اما پزشک عمومی همراه وی به معاینه آمنه پرداختند در این‌جا واقعیت ترسناک چهره نمود و جرئت زیادی شنیدن واقعه می‌طلبید آمنه صورتش دفرمه خواهد شد و درمان قطعی برای سوختگی اسید وجود ندارد و باید هر چه سریعتر اقدام می‌نمودیم زیرا بیمارستان یک پماد سوختگی معمولی می‌داد ونه بیش اما این پزشکان سابقه درمان سوختگی به مدت پنج سال داشتند در تهرانپارس که کارخانه و کارگاه صنعتی زیاد بوده و در کلینیک آن‌ها توسط پماد آلفا؛ ابداعی دکتر حکیمی درمان شده با درد کمتر و به شکل مرطوب والبته احتمال ابتلا به باکتری سدومونا و مرگ بسیار قوی بود ولی در صورت درمان درد و اثرات کمتری باقی می‌ماند و آ ن‌ها حاضر بودند درمان را بدون هزینه و در بیمارستان لبافی انجام پذیرد اما در نهایت با مشورت با آمنه و والدینش تصمیم بر درمان به شیوه آن‌ها را می‌پذیرد که شجاعت زیادی را می‌طلبید زیرا احتمال مرگ بسیار بالا بود و پدر و مادر و خواهر آمنه پذیرفتند و امضا دادند که در صورت مرگ آمنه دادخواهی نخواهند کردو فردای آن روز آمنه در حالی که چشم دیگرش را جراحی کرده بود با آمبولانسی کهنه بی امکانات شبانه در حالی که راه راهم راننده گم نموده بود به کلینیک ۱۲۸ شهرک حکیمیه در تهرانپارس انتقال یافت و پانسمان وی یک ساعت و نیم به طول انجامید و این نوع درمان تا ۲۵ روز روزانه ادامه یافت و هر بار پانسمان به مدت یک ساعت و نیم و اسیدهای راهیافته به بافت‌ها توسط پماد آلفا دفع شده و بعد از هر بار دوش گرفتن در حمام پوست و گوشت وی که سوخته بود از بدن جدا می‌گردید و در این مدت مادر و خواهران آمنه به وی کمک می‌کردند و شاهد گوشت و پوست وی بر روی دستانشان و بدن آمنه و کف حمام بودند و هر بار آمنه دچار تب و لرزهای شدید و کشنده می‌گردید و توسط عرق کردن گوشت و پوست سوخته از بدن جدا گردیده و دفع می‌شد که در ضمن آمنه باید در شرایط قرنطینه و دور از باکتری و میکروب به سر می‌برد که این امر توسط همکاری سرپرستار وقت خانم فریبا یاسان صورت گرفت ووی به اتاقی خالی انتقال یافت بعدها پرستارها گفتند که تمام ملافه‌های آمنه در حین شستشو پوسیده گردیده و آن‌ها تصور اینکه قطرات عرق دست و صورت آمنه ملافه‌ها را پوسانده پس به آمنه چقدر صدمه زده‌است و متحیر از نوع و غلظت اسید بودند و پزشکان ادعا می‌کردند در صورت اطلاع از نوع اسید می‌توانند درمان نمایند اما در این زمینه اطلاعی ندارند و هر درمانی می‌تواند صدمه بیشتر وارد نماید.
پس از وقوع حادثه، آمنه یک ماه در بیمارستان بستری بود و تلاش پزشکان ایرانی درحد دادن قطره‌های آرامبخش و تسکین دهنده بود و نه بیشتر و معاینه روزانه و اینکه وی را در برابر دانشجویانشان «کیس خاص» معرفی نموده بودند که موجب ترس و ناراحتی بیشتر برای وی شده بود، آسیب اسید روز به روز بر چشم وی اثرات بدتری می‌گذاشت. به‌طوری‌که تمام کرهٔ چشم وی و رگ‌هایش را کوچک کرده و از میان برد بودوچشم راست دوباره مورد جراحی قرار گرفت و پرده آمینیونی رحمی دیگری روی آن گذارده شد و یک باره پزشکان به بهانهٔ جراحی خودسرانه تصمیم به تخلیه چشم چپ وی گرفته بودند که وی متوجه شده و با التماس از آن‌ها می‌خواهد این کار را نکنند زیرا هنوز می‌تواند با چشمش ببیند و در بازگشت از اتاق عمل در حالی که شوک سخت و سنگینی به او و مادرش و اعضا دیگر خانواده وارد آمده بود به اتاقش بازگشت در حالی که واقعاً رنگ و مدل گل‌های روی میز سر پرستار را می‌دید و رنگ روسری اطرافیان را ولی پزشکان معتقد بودند چشم از دست رفته و هر آن بیرون خواهد ریخت یا عفونت خواهد کرد و موجب عفونت و از دست رفتن چشم راست می‌گردد. در این هنگام هفتاد درصد پلک چپ شروع به سیاه شدن و جدا شدن از پلک آغاز شد پزشکان پوست معتقد بودند به خاطر سوختگی است و پزشکان چشم تقصیر را به گردن پزشکان پوست می‌انداختند تا اینکه صبح یک روز پلک کاملاً از چشم جدا شد و این همان چشمی بود که می‌خواستند تخلیه نمایند و خطر بیرون ریختن چشم بسیار بالا بود در این هنگام وی در خانه تحت مراقبت خانواده بود زیرا محیط بیمارستان به دلیل وجود باکتری‌ها و میکروب‌های مختلف عدم مراقبت صحیح و کامل را شامل می‌شد با وجود اینکه زمان‌های انتقال آمنه توسط آمبولانس سرپرستار بخش اتاق وی را با لامپ‌های فرا بنفش و ضدعفونی‌کننده‌ها میکروب کشی می‌کرد و اما بازهم آمنه دچار میکروب خطرناک سدومونا شده بود که پزشکان پوست برای جلوگیری از ترس و وحشت وی وخانواده اش به آن‌ها اعلام نکردند و فقط توصیه کردند برای جلوگیری از صدمه بیشتر و زخم بستر بهتر است به خانه انتقال یابد و همان شیوه میکروب کشی توسط لامپ فرا بنفش ضدعفونی کردن خانه و تمام کف خانه با ملافه‌های سفید پوشانده شد و مبل‌ها و میزها و هر وسیله تزیینی از هال و مسیرهای آمنه جمع‌آوری شد و آمنه ممنوع‌الملاقات گردید و هر روز آمنه مسیر شمال غرب تهران تا شمال شرق تهران را باید برای پانسمان طی می‌کرد که حدود یک ساعت رفت، یک ساعت بازگشت و حدود یک ساعت نیم زمان پانسمان می‌شد و البته دوش گرفتن قبل از پانسمان برای جدا شدن گوشت و پوست فاسد شده. اسید پوست صورت لایه زیرین و لایه رگ‌ها و مویرگ‌ها و لایه عصبی را از میان برده بود و پماد آلفا و دیگر ترکیبات افزودنی به آن کارش جدا کردن لایه فاسد شده به عنوان جسم خارجی و ایجاد و احیا بافت‌های از بین رفته بود عمق سوختگی پوست او هم روز بیشتر و بیشتر نمایان می‌شد.
آمنه به تنهایی قادر به انجام هیچ کاری نبود و حتی اعضای خانواده غذا را در دهان می‌گذاشتند زیرا از ناحیه هر دودست هم سوخته بود دست راست روی دست و تا زیر آرنج و دست چپ تا بلای آرنج که ترس و نگرانی پزشکان و خانواده از معلولیت دست‌های وی به‌طور خصوص دست چپ وی بود و باید صورت و دست‌ها و بازوی خود را هم که سوخته بود از نور و حرارت در امان نگه می‌داشت و تغذیه او هم شکلی خاص داشت و دستور تغذیه جدا و خوراکی‌هایی که خاصیت ترمیمی داشتند باید مصرف می‌نمود همه این‌ها یعنی هزینه بسیار بر دوش خانواده علاوه بر رنج پرستاری و شاهد تغییرات روز به روز والبته بدتر شدن وضعیت و جسم او و از دست دادن چشم‌ها، ابروها پلک‌ها و گوشت اضافه بر روی صورت و دست‌ها و دردناکی همه این زخم‌های سرخ و متورم و مصرف پمادهای از بین برنده گوشت‌های اضافی یعنی ساعت‌ها گذاشتن پماد روی دست‌ها و صورت وی و مالیدن این پمادها تا گوشت‌های اضافی لایه لایه برداشته شود تا جراحی کمتر صورت بگیرد و طبیعی تر بهبودی یابد و البته پوست دست‌های او و خواهر و برادرانش که نوبتی این کار را می‌کردند هم از بین رفته و زخم شده بود. معاینه‌های هفتگی بی‌نتیجه به بیمارستان لبافی نژاد و مالیدن پمادها در خانه و مراقبت در خانواده تا طی شش ماه. پزشکان کلینیک هیچ پولی در خواست ننمودند و پمادها را هم شخص سازنده آن دکتر رحیمی به درب خانه آمنه می‌فرستاد و خود شخص وی بر درمان آمنه نظارت مستقیم داشت والبته همراه تیم پزشکی درمانگاه ۱۲۸ حکیمیه و واکنش و پوست آمنه را کنترل می‌کرد و ترکیبات را به تناسب تغییر می‌داد و در زمینه‌های چشم پزشکی هم اطلاعات می‌داد و تحقیق می‌کرد.
اما خانواده او لیستی از بهترین پزشکان تهیه نمودند و برای آمنه درمانی خارج از بیمارستان را جستجو می‌کردند زیرا بعد از تصمیم خودسرانه پزشکان برای تخلیه چشم از پزشکان و بیمارستان اعتماد خود را به کادر پزشکی بیمارستان لبافی نژاد از دست داده بودند. هر پزشکی وی را می‌دید گریه می‌کرد وحق ویزیت را هم دریافت نمی‌کرد ومی گفتند کاری نمی‌توانند بکنند.
در این هنگام کنفرانس بین‌المللی چشم پزشکی در سالن همایش بیمارستان میلاد برقرار بود و شیرین خواهر بزرگ آمنه توسط پزشکان پوست از این همایش مطلع شد و بدون هیج دردسری وارد سالن همایش شد و توانست با سه پزشک مختلف در سراسر دنیا گفتگو نماید و امکان خارج کردن آمنه را از ایران در صورت نیاز فراهم نماید خانم مهناز نوری از آمریکا دکتری از عمان و پزشکی ایرانی در کالج سلطنتی انگلستان و دکترها نام پزشک معالج آمنه را جویا شدند و وقتی متوجه می‌شدند دکتر جوادی است زمان خواستند تا شش ماه فرصت خواسته شده دکتر جوادی طی شود که می‌گفت باید بعد از شش ماه ببینیم چه درمانی مناسب است و دکترها هم تأکید کردند کمی صبر کن اگر او اقدامی نگرد ایمیل بزن یا تلفن تا امکان درمان و خارج شدن وی را فراهم آوریم با همکاری دکتر جوادی. اما عکس‌العمل دکتر شمس رئیس چشم پزشکی ایران بسیار پرخاشگرانه و فرافکنانه بود و به جای پاسخ پرسید تو اصلاً اینجا چی می‌کنی و شروع به داد و بیداد کرد طوری‌که خبرنگاران حاضر هم از طرز برخورد وی با شیرین متحیر شدند. در نهایت دکتر جوادی که خود را گرفتار می‌دید به شیرین که او را درگیر مسایل احساسی و انسانی و وجدان آمنه بهرامی نوا
نمود مثل اینکه فرض کنید آمنه دختر شما است اگر این چنین بود چه می‌کردید و دکتر جوادی در پاسخ گفت به خدا همین کار را می‌کردم و به شیرین قول داد اگر از سفر حج بازگشت و چشم آمنه بهبودی نیافت او را به خارج خواهد فرستاد با کمک دولت و وقتی از حج بازگشت منشی او با خانواده آمنه تماس گرفت و دکتر جوادی آمنه را به شورای عالی پزشکی برای مداوا در اسپانیا و کلینیک باراکر معرفی نمود.
وی هم‌چنین بعدها از وضع برخورد با وی در بیمارستان مطهری انتقاد و از کوتاهی‌های انجام شده در حقش گله کرد. او می‌گوید در شب این حادثه زمانی که به این بیمارستان منتقل شده بوده، پزشک معالج حاضر نشد برای شست‌وشوی وی به بیمارستان بیاید. پس از دوماه، بالأخره از بیمارستان با چشم‌های بسته و صورت و دستی سوخته مرخص شد.

### ادامهٔ مداوا در اسپانیا
در فروردین ۱۳۸۴، آمنه، با تلاش و پیگیری خانواده اش وبا کمک پزشکان معالجش، و با مشکلات فراوان، برای ادامهٔ معالجهٔ خود، راهی کشور اسپانیا، شهر بارسلونا می‌شود. در آن‌جا بعد از معاینات فراوان، پزشکان معالج وی اعلام کردند که تأخیر وی موجب دیر به نتیجه رسیدن معالجات می‌شود. در مورد چشم چپ وی که در ایران قرار بود تخلیه شود و بخیه شده بود، به علت کوچک شدن کرهٔ چشم، مورد معاینه قرار نگرفت. چند هفته بعد هم چشم راست وی عمل، و اعلام شد هم‌چنان باید بسته بماند. در چند ماهی که آمنه به دلیل سوختگی، پلک نداشت، چندین عمل جراحی برای پیوند پوست از بدنش به چشمش، برای ایجاد پلک، روی وی انجام شد. چشم راست آمنه ۲ بار دیگر جراحی شد و پس از گذشت یک سال، حدود ۳۵٪ بینایی حاصل شد اما هزینه‌های درمانی و حتی سکونت در اسپانیا، خارج از توان مالی آمنه بود. یک سال دیگر نیز، با جراحی پوست و تزریق سلول‌های بنیادین، تا ۳ نوبت، سپری شد تا پوست زیرین ترمیم شود.
آمنه در سفرش به اسپانیا، مدتی با کمک‌های دولت اسپانیا به زندگی و مداوا در بارسلونا ادامه می‌دهد تا این‌که دولت اسپانیا کل هزینه‌های درمانی وی را درصورتی می‌تواند پرداخت نماید که وی پناهندگی درخواست نماید و پناهنده گردد؛ ولی آمنه، به دلیل علاقه به مردم و کشورش، با این درخواست مخالفت می‌کند. او در آنجا با فردی خیر در نیویورک تماس گرفته و در خواست کمک می‌نماید و موفق به بازگشت به ایران می‌شود.
به نوشتهٔ واشینگتن پست، وضعیت آمنه تا حدی بغرنج شده بود که در همان سال او را از آپارتمانش در بارسلونا اخراج کردند. پس از آن توسط مددکاران اجتماعی، وی به یک پناهنگاه بی‌خانمان‌ها، که دارای شرایط بسیار نامناسبی بود، منتقل می‌شود. وی پس از ۱۷ بار عمل جراحی، چشم راست خود را نیز از دست داد و پزشکان پیشنهاد تخلیه چشم او را دادند.

### کمک‌های مالی
از اشخاص سرشناسی که به وی کمک مالی کرده‌اند می‌توان به محمد خاتمی، رئیس‌جمهور وقت ایران، که ۲۷ هزار یورو به آمنه، برای تأمین هزینه‌های درمانی کمک کرد. و هم‌چنین از محمود احمدی‌نژاد نام برد، افراد و موسسات خیرهٔ سود جوی زیادی با ادعای کمک مالی به آمنه از سراسر دنیا کمک جمع کردند اما هرگز این کمک‌ها به آمنه نرسید.

## چاپ زندگی‌نامه در آلمان
کتابی در بارهٔ زندگی‌نامهٔ آمنه در آلمان، با عنوان «چشم در برابر چشم» (به آلمانی: Auge um Auge MVGVerlag Ameneh Bahrami) منتشر شده‌است. این کتاب با چاپ نفیس در ۲۵۰ صفحه، تصویری از یک دختر جوان و زیبای ایرانی به‌دست می‌دهد که می‌خواهد مستقل باشد، تحصیل کند و به شخصیتی ممتاز تبدیل شود. در این حین دست رد به سینهٔ خواستگارانش می‌زند، تا این‌که جوانی به‌نام مجید، که از او ۴ سال کوچک‌تر است و او هم دانشجوست، خاطرخواهش می‌شود و وقتی که آمنه به عشق او پاسخ نمی‌گوید، از روی رنجیدگی، حسادت، حماقت یا میل به جنایتکاری و تبهکاری مرد سالاری و تعصب و خودخواهی، حادثه‌ای را رقم می‌زند که ابعاد آن تا امروز به جهان غرب هم کشیده شده‌است.
آمنه در کتابش اعلام می‌کند که هنوز تصمیم خودش را دربارهٔ قصاص یا بخشش مجید نگرفته‌است. او در قسمتی از کتاب، گفته‌ای از پدربزرگش را نقل می‌کند. پدربزرگش به او گفته: «لذتی که در بخشش است، در انتقام نیست.» با این حال آمنه می‌نویسد که هر شب، وقتی به رخت‌خواب می‌رود، به لحظهٔ انتقام فکر می‌کند؛ به لحظه‌ای که با آرامش قطره جکان را به دست می‌گیرد و چند قطره اسید در چشمان کسی می‌ریزد که او را کور کرده‌است. آمنه می‌گوید: «بعد وقتی مجید بیدار می‌شود، از درد فریاد می‌زند. درست مثل من که هر روز صبح وقتی از خواب بیدار می‌شوم، فریاد می‌زنم.»

## حکم دادگاه
دادگاهی به ریاست قاضی عزیزمحمدی در روز ۶ آذر ۱۳۸۷ تشکیل شد که با استماع اقامه دعوا از طرف نماینده دادستان و شکوائیه آمنه بهرامی از مجید موحدی خواست در برابر اتهام اسیدپاشی از خود دفاع کند. مجید در پاسخ قاضی که پرسید: اتهام شما اسیدپاشی و از بین بردن دو چشم آمنه بهرامی و ایراد جراحت‌های متعدد به صورت او است، قبول داری؟ گفت: بله، قبول دارم. من به صورت آمنه اسید پاشیدم. او همچنین ادامه داد: من دچار فشار روحی و روانی و دیوانه شده بودم. آمنه با رفتارش نشان می‌داد مرا دوست دارد اما جواب رد می‌داد. ادامه داد که اول آمنه از من خواستگاری کرد که این جمله موجب خنده حضار و حتی جناب قاضی شد و او پرسید: «مگر اینجا هند است که دختران از پسران خواستگاری کنند؟» و موحدی در پاسخ گفت: «نمی‌داند» و قاضی سؤال کرد: «چطور فهمیدی او دوستت دارد ؟»
موحدی: «از چشمانش فهمیدم. اما بعد پشیمان شد یعنی دوستانش پشیمانش کردند.»
و برای دادگاه و حضار مشخص بود که خیال بافته‌است و دروغ می‌گوید.
در پایان جلسه قاضی بار دیگر از متهم خواست آخرین دفاعیاتش را بیان کند. او لایحه‌ای ۱۸ صفحه‌ای به دادگاه ارائه داد که عنوانش «اسیدپاش مجرم یا قربانی» بود و سپس گفت: این روزنامه‌ها بودند که جنجال کردند، من کار بدی نکردم. کارم بدتر از اسیدپاشی به صورت ۱۵ دختر در افغانستان نیست که این‌طور پرونده‌ام را درشت کرده و هر روز با یک تیتر چاپ می‌کنند. حالا جامعه زیر بار قصاص چشمان من می‌رود اما اگر آمنه این کار را کرده بود طور دیگری با او برخورد می‌شد.
با پایان یافتن جلسه دادگاه هیئت سه نفره قضات (عزیزمحمدی، بومی و رحیمی) وارد شور شدند و به اتفاق آرا، مجید را به قصاص چشم پس از پرداخت تفاضل دیه محکوم کردند. این جوان به پرداخت دیه در مورد سایر قسمت‌های آسیب دیده نیز محکوم شد.
به حکم دادگاه قرار شد که چشمان مجید به عنوان «قصاص» پس از بی‌هوشی توسط اسید کور شود. این حکم قرار بود ظهر روز شنبه ۲۴ اردیبهشت ۱۳۹۰ در بیمارستان دادگستری و با حضور چند پزشک متخصص چشم انجام شود.
این پرونده پس از تأیید رأی صادرشده از سوی دادگاه توسط دیوان عالی کشور، روز ۲۱ اسفند ۱۳۸۷ به واحد اجرای احکام دادسرای امور جنایی تهران فرستاده شد.
این نخستین بار است که چنین حکمی در ایران صادر شده‌است.

## تعویق حکم دادگاه
با وجود تأیید دیوان عالی کشور در آخرین ساعات مانده به زمان مقرر، حکم دادگاه اجرا نشد. اغلب خبرگزاری‌ها و رسانه‌ها اعلام کردند بنا به دلایلی که بعدها اعلام خواهد شد اجرای حکم قصاص به تعویق افتاد. خبرگزاری فارس به نقل از یک منبع آگاه گفت: «دادگاه برای مرد اسیدپاش تنها قصاص حد بینایی را در نظر گرفته‌است و مواردی چون سوختگی پلک و تخلیه چشم را لحاظ نکرده‌است. در اجرای چنین احکامی اگر از سوی افراد خبره مشخص شود که بیم بروز مشکلات دیگر به سایر بخش‌های بدن وجود دارد، قصاص انجام نخواهد شد و یکی از دلایلی که تا امروز اجرای این حکم به تأخیر افتاده همین موضوع است.»
اما روزنامه روزگار در شماره شنبه ۲۴ اردیبهشت ۱۳۹۰ خبر داد که آمنه بهرامی گفته‌است در صورت دریافت دو میلیون یورو از اجرای حکم «قصاص چشم در برابر چشم» منصرف خواهد شد. وی اما این را نیز گفته که می‌داند مجید موحدی چنین پولی ندارد و بنابراین حکم اجرا خواهد شد. آمنه در مصاحبه‌ای با رادیو فردا اعلام کرد که این پول را برای تأمین آینده خود می‌خواهد و به رغم ۲ سال مهلتی که داده کسی برای تأمین نیازهای او اقدام نکرده‌است.

## بازتاب رسانه‌ای و بین‌المللی
ماجرای اسیدپاشی، جریان مداوا، سیر قضایی پرونده و دادگاه مربوطه و بیش از همه حکم استثنایی دادگاه بازتاب گسترده‌ای در رسانه‌های داخل و خارج از کشور و شبکه‌های اجتماعی اینترنتی داشت. بسیاری از رسانه‌های اینترنتی و مکتوب در مورد اینکه حکم دادگاه صحیح است یا نقش بازدارنده دارد یا نه و اینکه آیا درست است قربانی خود و با دستان خود دست به عمل مشابه بزند را به بحث گذاشتنند و در مورد اینکه آیا او چنین خواهد کرد یا نه به گمانه‌زنی‌هایی پرداختند. آمنه و خانواده‌اش، همچنین خانواده مجید بارها با رسانه‌هایی چون بی‌بی‌سی فارسی و رادیو فردا مصاحبه کردند.
دولت نروژ حکم دادگاه اسیدپاشی را محکوم کرد و اجرای چنین حکمی را به اعمال دوران بربریت تشبیه کرد و آن را غیرانسانی خواند. دولت بلژیک نیز از دولت ایران خواسته بود تا این مجازات غیرانسانی را متوقف سازد. و همچنین دولت انگلستان نیز خواستار توقف مجازات غیرانسانی کور کردن با اسید شد.
روزنامه جام جم در شماره شنبه ۲۴ اردیبهشت با آمنه مصاحبه کرد. آمنه در این مصاحبه که پیش از زمان تعیین شد برای حکم قصاص انجام شد گفته بود:
«نزدیک به هفت سال است که آواره و سرگردان شده‌ام. در این سال‌ها فقط رنج کشیده و به خود گفته‌ام این امتحان الهی بوده‌است. باور کنید، هیچ‌کس نمی‌تواند کابوس‌های مرا حتی در ذهن خود تصور کند؛ پارچ قرمز اسیدی که به یک باره تمام وجودم را به آتش کشید.»

وی افزود برای اجرای این حکم، به انتقام فکر نمی‌کند: 
«من کینه‌ای نیستم، در این سال‌ها دریغ از یک احوال‌پرسی و کمک از سوی خانواده مجید، من در این مدت به این باور رسیدم که اجرای این حکم را برای خودم نمی‌خواهم.»

آمنه می‌گوید این حکم را برای جامعه می‌خواهد: 
«می‌خواهم اجرای حکم درس عبرتی باشد برای کسانی که ناجوانمردانه از اسید استفاده می‌کنند. وقتی حکم قصاص چشم‌های مجید صادر شد، به من گفتند بیا تا حکم را اجرا کنیم؛ اما من گفتم باید خبرنگارها هم باشند تا خبر این قصاص به گوش کسانی برسد که می‌خواهند با اسید، زندگی دیگران را تباه کنند.»
وی همچنین گفته‌است یک بار خواسته مجید را ببخشد اما پس از ملاقات با پدر مجید، «پشیمان» شده‌است. آمنه دلیل پشیمانی خود را «رفتار» پدر مجید اعلام کرده‌است.
آمنه پیش‌تر به رسانه‌ها گفته بود که می‌خواهد خودش حکم اسید پاشیدن به چشمان مجید را اجرا کند اما به جام‌جم گفته‌است نمی‌تواند این حکم را اجرا کند.
سازمان‌های حقوق بشری از ایران خواستند که جلوی اجرای چنین حکمی را بگیرد.

## بخشش و گذشت از قصاص چشم
سرانجام در تاریخ یکشنبه، ۹ مرداد ۱۳۹۰، اجرای حکم قصاص حتمی شد که در آن روز آمنه، مجید را بخشید و پرونده صرفاً از لحاظ جنبه عمومی جرم مفتوح ماند.
آمنه خود در اینباره می‌گوید: «در آخرین لحظه‌ای که حتی آمپول بیهوشی را به مجید موجدی تزریق کردند و برادرم آمد تا قطره اسید را توی چشمهایش بپاشد، او زار زار گریه می‌کرد و به من فحش می‌داد. اما من در آخرین لحظه به برادرم گفتم که بگذر. برادرم گفت چرا؟ من پاسخ دادم که هرگز نمی‌خواستم این کار را بکنم.»

## جوایز
- شش سکه بهار آزادی از پرورشگاه صنعتی کرمان به همراه لوح تقدیر
- یک عدد سکه بهار آزادی بهزیستی کرمان همراه با لوح تقدیر؛ دو عدد سکه بهار آزادی فرمانداری کرمان
- یک عدد سکه بهار آزادی از طرف خبرگزاری فارس همراه با لوح تقدیر
- خبرگزاری قانون لوح تقدیر ویک میلیون پانصد هزارتومان وجه نقدی
- ده لوح تقدیر از سازمان‌ها و ارگان‌های مختلف و هدیه دومیلیون وجه نقدی به همراه لوح تقدیر از طرف خانم مجتهد زاده مشاور خانوادگی رئیس‌جمهور
- روزنامه ایران صدو چهار میلیون تومان همت عالی مردم خیر به همت آقای داریوش آرمان
- کاندیدای جایزه صبر و شکیبایی یونسکو
- محمود احمدی‌نژاد تسهیلات خرید یک خانه با پرداخت وام بانکی بیست ساله به مبلغ چهارصد و بیست هزار تومان ماهانه به مدت بیست سال از وزارت مسکن و شهرسازی را به او اعطا کرد.[نیازمند منبع]

جوایز خارج ار ایران
- دریافت لوح تقدیر اثر هنری استاد فرشچیان از رئیس همایش ایرانیان مقیم نیویورک
- گرفتن دیپلم افتخار از دانشگاه حقوق بارسلون